# Grupo de Combate Nórdico 15
O Grupo de Combate Nórdico 15 - Nordic Battlegroup 15 ou NBG 15 - é uma força de intervenção rápida disponível no primeiro semestre de 2015, com 2 400 homens de 7 países, prontos para entrarem em ação 10 dias depois de uma decisão da União Europeia. Esta força é liderada pela Suécia, e composta principalmente por unidades permanentes postas à disposição pelos 7 países participantes:
- Suécia
- Estónia
- Finlândia
- Irlanda
- Letônia
- Lituânia
- Noruega

O Grupo de Combate Nórdico 15 está concebido para:
- Estar em ação 10 dias depois de uma decisão da União Europeia
- Ter uma sustentabilidade de 30 a 120 dias
- Poder ser deslocado até 6 000 km de distância de Bruxelas.